# Aversion à la dépossession
L’aversion à la dépossession ou l’effet de dotation est une hypothèse selon laquelle les gens donnent plus de valeur à un bien ou un service lorsque celui-ci est leur propriété. Autrement dit, plus de valeur est attribuée à une même chose lorsqu’elle nous appartient que lorsqu'elle ne nous appartient pas.

## Description
En finance comportementale, ce biais cognitif et émotionnel assez courant consiste, pour le propriétaire d'un actif à s'être attaché psychologiquement à sa possession. 
De ce fait, indépendamment du fait qu'il soit gagnant ou perdant au niveau du prix offert par le marché, ce propriétaire considère que ce prix de marché sous-estime la vraie valeur de cet actif, et que le vendre serait s'appauvrir. 
Au niveau de l'offre et de la demande sur le marché, et de la formation des prix, cette résistance à la vente peut se traduire par une sous-réaction des détenteurs d'actifs et entraîner une perturbation des prix (viscosité, ou au contraire emballement du fait d'une pénurie artificielle).